# Skoghejdan
Skoghejdan är ett naturreservat i Ystads kommun i Skåne län.
Området är naturskyddat sedan 2005 och är 88 hektar stort. Reservatet bildar tillsammans med reservaten Ållskog och Svartskylle av en stor naturbetsmark.

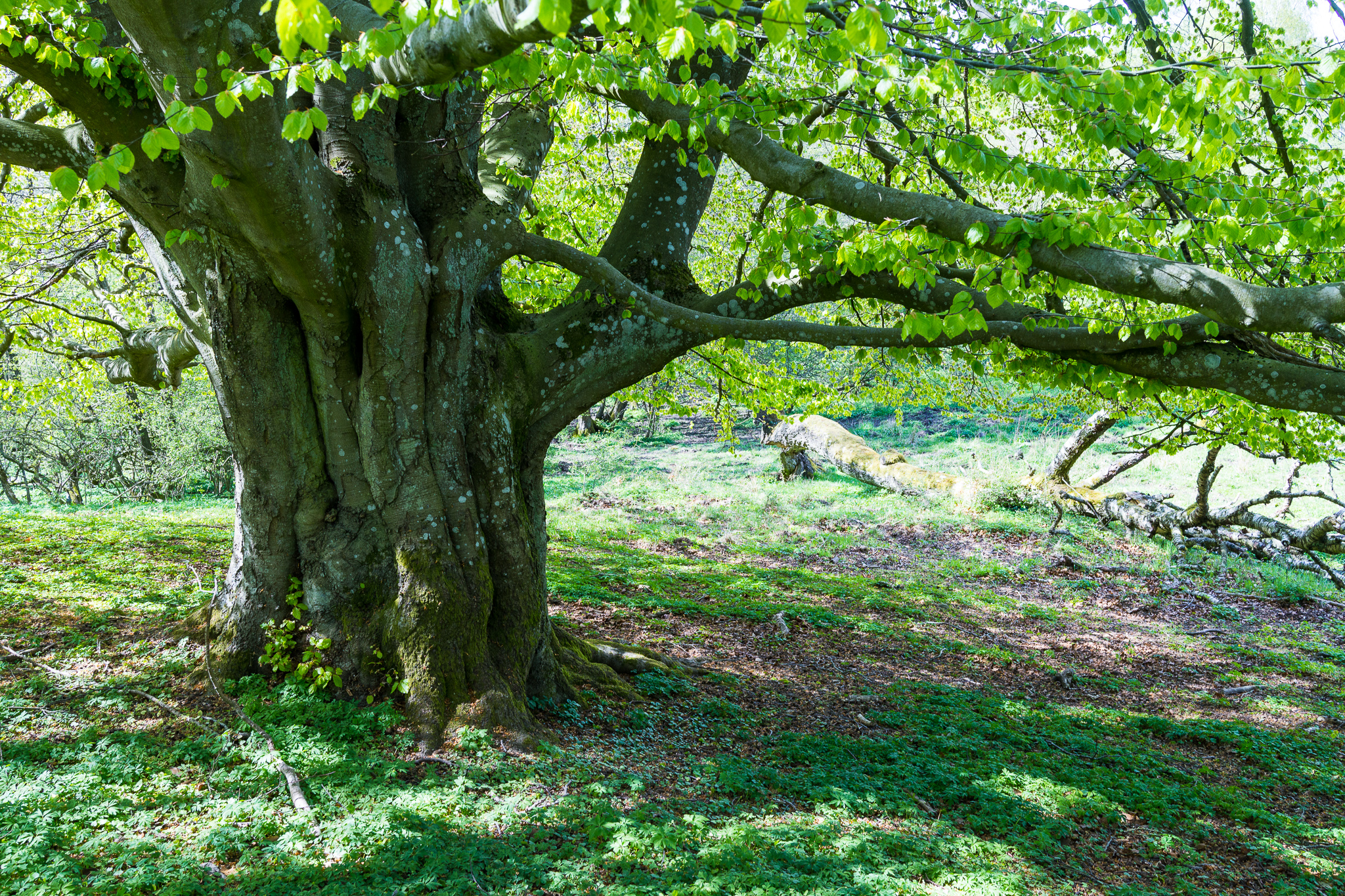
Gammal bok i Skoghejdan naturreservat